# Gilde Investment Management
Gilde Investment Management (GIM), opgericht in 1982, is een van oorsprong Nederlandse investeringsmaatschappij, het was een van de eerste investeringsmaatschappijen in de Benelux. Het bedrijf investeert in private equity en durfkapitaal. GIM is actief in de markt via drie onafhankelijke fondsen: Gilde Equity Management, Rivean Capital en Gilde Healthcare Partners. GIM zetelt in Utrecht en de fondsen hebben ook vestigingen in Zürich, Frankfurt am Main, Houten, Antwerpen en Brussel.

## Geschiedenis
Gilde werd opgericht in 1982 met kapitaal van onder andere de verzekeraar Aegon, Philips Pensioenfonds (PPF), het Britse 3i Group en oliehandelaar Vitol. Het ondersteunde verschillende Nederlandse bedrijven met risicokapitaal om  groei te realiseren en bracht verschillende bedrijven naar de beurs. In 1996 nam de Rabobank de beheersmaatschappij Gilde Investment Management over, ze kon toen uitgroeien tot een speler op de wereldmarkt. De fondsen Gilde IT Fund, Gilde Buy-Out Fund, Gilde Participaties en Gilde Strategic Situations vielen in 1997 onder het GIM. In 2005 verkocht Rabobank GIM aan de leiding van de verschillende fondsen. Rabobank zelf bleef via Rabo Participaties kapitaal verschaffen, zij het op een kleinere schaal dan GIM.

## Fondsen
GIM werkt met drie onafhankelijke fondsen: het Nederlands-Belgische investeringsfonds Gilde Equity Management, Rivean Capital en Gilde Healthcare.

### Gilde Equity Management
Gilde Equity Management (GEM) is een Nederlands-Belgisch investeringsfonds en heeft kantoren in Houten en Antwerpen. Het bedrijf investeert in middelgrote internationale ondernemingen gevestigd in de Benelux. GEM is gespecialiseerd in management-buy-outs en ondersteunt ondernemers en management teams in situaties als bedrijfsopvolging, verzelfstandiging en (internationale) groei. Door de jaren heen werd heel wat expertise opgebouwd in sectoren als voeding, productie, software, healthcare, zakelijke dienstverlening en retail. Investeringen betreffen onder meer: Dunlop Protective Footwear, conTeyor, Bakker Bart, Conclusion, Johma, Koninklijke Peijnenburg, HG, Actief Interim, EV-Box, Avinty, Boboli, Ultimo Software, Bluecielo, Wasco, Eiffel, Chemogas, Ad van Geloven, Banketgroep, Kwantum, Leen Bakker, Colaris, Wijnvoordeel, Wijnbeurs, Koffievoordeel, Kroon Olie, Fruity Line, Pre Pain, Nspyre en Curtec.

### Rivean Capital
Rivean Capital (voorheen: Gilde Buy Out Partners) heeft onder meer geïnvesteerd in AXA Stenman, Euretco, Gazelle, Hans Anders, Heiploeg, HG, Roompot, en ESDEC/ Enstall.

### Gilde Healthcare Partners
Gilde Healthcare Partners B.V. is een investeerder in medische en biofarmaceutische bedrijven in Europa en de VS. Gilde Healthcare beheert een vermogen van 1,4 miljard euro en investeert met haar fondsen in medische technologie en nieuwe geneesmiddelen in Europa en Noord-Amerika. Een fonds richt zich speciaal op middelgrote dienstverleners en toeleveranciers van zorginstellingen in de Benelux en Duitstalige landen. Hoofdkantoren zijn gevestigd in Utrecht en Cambridge.
Met een management-buy-outfonds richt de investeerder zich op kleine en middelgrote Europese ondernemingen, zoals zorgverleners en dienstverleners in de zorg, toeleveranciers en producenten van medische artikelen. Daarnaast heeft het nog een groeikapitaalfonds waarmee investeringen worden gedaan in Europese en Noord-Amerikaanse ondernemingen die actief zijn in de medische technologie, diagnostica, digitale zorgtechnologie en nieuwe geneesmiddelen.
Investeringen betreffen onder meer: Agendia en Verzuim Vitaal.
In 2015 beheerde Gilde Healthcare een vermogen van 550 miljoen euro, waarmee het toen doorging als een van Nederlands grootste investeerders in de zorg.
In 2020 heeft het een fonds opgericht met 416 miljoen euro met als investeerders onder meer Philips en Rabobank. Een investering in 2020 betreft de Franse fabrikant van medische meetapparatuur, Withings.

## Gilde IT Fund
Gilde IT Fund had als aandeelhouders de Franse verzekeraar Axa, de Nederlandse verzekeraar Interpolis en het Bedrijfspensioenfonds voor de Metaalindustrie.
In 2000 investeerde Microsoft in het tweede fonds van Gilde IT Fund. Later werden investeringen in IT-bedrijven gedaan vanuit de andere Gilde fondsen.